# Iveta Mukuchián
Iveta Mukuchyan (en armenio: Իվետա Մուկուչյան; n. Ereván, Armenia, 14 de octubre de 1986) es una cantante y modelo armenia. Saltó a la fama en el 2010 tras su aparición como concursante del programa "Hay Superstar" en Armenia y también en 2012 cuando concursó en The Voice "La Voz de Alemania". Representó a Armenia en el Festival de la Canción de Eurovisión 2016 con la canción LoveWave quedando en séptima posición. Tras su paso por Eurovisión, Iveta ha formado parte del jurado de la preseleción nacional armenia llamada "Depi Evratesil" durante la edición de 2017 y de 2018, además de haber sido jurado internacional en distintas preselecciones europeas como el Melodifestivalen 2017, la final nacional de la República Checa de 2018 o el Destination Eurovisión francés del mismo año. Además fue la encargada de dar los votos del jurado armenio durante el festival de Eurovisión del año 2017.
Iveta es considerada una de las grandes cantantes de Armenia, habiendo recibido numerosos premios a lo largo de su carrera musical, y de ser reconocida como la chica más sexy del país por la revista Style.

## Biografía
Nacida en la ciudad armenia de Ereván el día 14 de octubre de 1986, durante la época de la Unión de Repúblicas Socialistas Soviéticas.
Pasó sus primeros años de vida en su ciudad donde fue a la guardería, hasta que en 1992 se mudó con sus padres y su hermana a Alemania.
Allí desde 1998 al 2006, asistió a la Escuela Católica "Sankt-Ansgar-Schule" de Hamburgo y en 2009 por consejo de sus padres regresó a su país natal, donde pasó algunas dificultades al principio pero finalmente tras superar unas pruebas de acceso comenzó a estudiar canto y jazz en el prestigioso Conservatorio Estatal Komitas de Ereván. Durante esa época también asistió por un tiempo a una academia de diseño, la cual dejó tras querer solamente estudiar cosas del mundo de la música.
Como modelo ha trabajado para diferentes marcas de moda, con las que ha asistido a numerosas exposiciones, pasarelas de primavera y otoño y ha sido portada de diversas revistas de moda tanto en Alemania como en Armenia. También ha sido modelo de complementos como guantes, bufandas, etc.

## Carrera musical

### 2010-2015: Inicios musicales,Hay SuperstaryThe Voice Alemania
A la misma vez que estudiaba, en 2010 fue una de las concursantes de la cuarta temporada de la versión armenia del concurso "Pop Idol", titulado "Hay Superstar" de la cadena de televisión Shant TV, en el que terminó en quinto lugar.
Seguidamente en 2012 volvió a Alemania, donde también concursó en la segunda temporada del programa The Voice "La Voz de Alemania". En este programa ella se presentó versionando la canción eurovisiva Euphoria de Loreen con la que fue escogida por su entrenador el cantante Xavier Naidoo para concursar en su equipo, logrando llegar a la gran final con la canción "Many Rivers to Cross" de Jimmy Cliff, pero no ganando la edición.
También durante el mismo año sacó su primer sencillo titulado "Right Way to Love", en diciembre fue nombrada la chica más sexy del año de Armenia por la revista El Style y en el mismo mes apareció colaborando con el deejay y productor Lazzaro en el sencillo "Freak", del cual se provocó grandes y positivas reacciones en los medios de comunicación armenios.
Tiempo más adelante en 2014, otros de los sencillos que ha sacado y han tenido gran éxito son "Ari Yar", "Summer Rain" que es otra colaboración con Lazzaro del cual se han hecho diversos remixes y "Simple Like a Flower" que es su última canción lanzada en octubre de 2015. Todas las canciones que lleva por el momento la incluirá en su álbum "Welcome To Paradise".

### 2015-2016: Festival de Eurovisión
El 13 de octubre de 2015, la televisión pública Armenia 1 TV (Հայաստան 1, AMPTV) anunció la elección interna de Iveta como representante de Armenia en el Festival de la Canción de Eurovisión 2016 con la canción LoveWave, que se celebró en Estocolmo, Suecia.  "LoveWave", estaba compuesta por la propia artista en colaboración con Stephanie Crutchfield, Lilith Navasardyan y Levon Navasardyan y fue estrenada el 2 de marzo de 2016 en la Televisión pública de Armenia.
En el Festival de Eurovisión, Iveta participó en la primera Semifinal, celebrada la noche del 10 de mayo, actuando en séptima posición. Debido a una puesta en escena impactante, con un gran producción y juego de planos, a lo que se añadía su gran voz, sensualidad y presencia, la cantante consiguió la segunda posición, clasificándose a la Final, que se celebraría el 14 de mayo de 2016.
En la Final del Festival de Eurovisión de 2016, Iveta cerró las actuaciones de la noche, y tras unas igualadas votaciones la cantante consiguió la 7º posición en el certamen, tras ser 10º según los votos del jurado profesional y 7º según la votación del público, terminando con un total de 249 puntos, obteniendo el récord de puntos de la delegación Armenia en el Festival de Eurovisión hasta la fecha. Iveta consiguió en tres ocasiones los 12 puntos otorgados por el jurado, gracias a España, Bulgaria y Rusia, y en otras tres ocasiones los 12 puntos del público por Georgia, Francia y de nuevo Rusia.

### 2016-presente: Jurado del Depi Evratesil, EPIvaVersey Dashterov

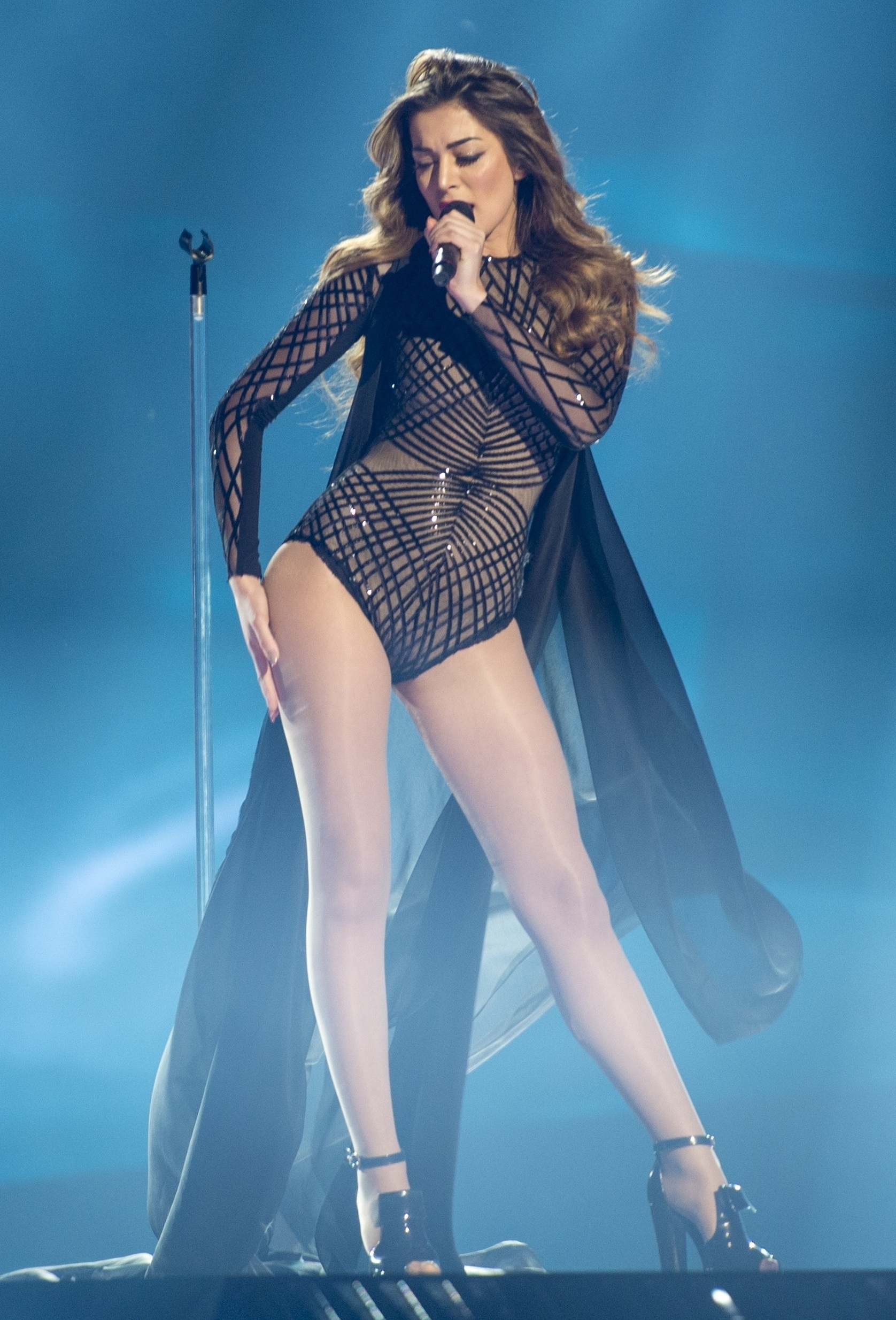
Iveta Mukuchyan durante la actuación de "LoveWave" en el Festival de Eurovisión de 2016.

Tras el festival de Eurovisión, Iveta junto a su hermana apareció en el Festival Electrónico Sónar celebrado en la ciudad de Barcelona durante el verano. En septiembre de 2016, Iveta publicó en su cuenta oficial de Youtube el tema "Hars", en colaboración con Serjo, un tema dance con sonidos típicos de la música tradicional Armenia, donde en su videoclip se podían ver imágenes de la película "The ancient drum" dirigida por Mushegh Galshoyan, Grigor Eyramjyan, Laert Poghosyan y Mels Nersisyan.
En otoño, Iveta Mukuchián participó como jurado del programa Depi Evratesil, concurso musical cuyo objetivo era la búsqueda del próximo participante de Armenia en el Festival de Eurovisión de 2017, celebrado en Kiev. En dicho concurso, Iveta compartía jurado con otros grandes artistas armenios como Anush Arshakyan y su hermana Inga Arshakyan (representantes de Armenia en 2010 como Inga&Anush), Hayko (representante en el Festival de 2007), Aram Mp3 (Festival de 2014) y Essaï Altounian (representante en el Festival de 2015 como miembro del grupo Genealogy). Finalmente dicho concurso lo ganó Artsvik, que había pertenecido al grupo de Essaï.
En diciembre de 2016, mientras Iveta participaba en Depi Evratesil, la cantante publicó su primer EP titulado IvaVerse, que incluía canciones de distintos estilos entre los que destacaban el pop o el R&B, gran parte de ellas en inglés. El EP fue presentado en directo por la cantante en el Dalma Garden de Ereván. Siguiendo la estela de este EP, la artista publicó el 1 de enero de 2017 un nuevo sencillo, acompañado de videoclip, llamado "Keep On Lying", donde se nos presentaba una Iveta muy oscura, ecléptica y misteriosa, con una música muy alternativa enfocada a una proyección internacional.
Tan solo un mes después de la publicación de "Keep On Lying", Iveta lanzó junto al cantante Aram Mp3 el tema "Dashterov", completamente en armenio, una canción más bailable y comercial, con un importante sello de Aram Mp3 en el tema, ya que fue producido por él mismo. Debido al éxito del tema, Iveta consiguió dos importantes premios a lo largo del 2017: el premio a "Mejor colaboración" en los Armenian Europe Music Awards y el de "Canción del año" en los Premios Sochi, además de un premio otorgado por el embajador de Armenia en Estados Unidos, junto a otros cantantes nacionales como Sirusho
En marzo, Iveta participó en el Melodifestivalen 2017 como jurado extranjero, dando los puntos de Armenia, y concediéndoselos al tema de la cantante Mariette. En el mes de abril, Iveta Mukuchián publicó un nuevo sencillo y videoclip llamado "Amena", que ya había sido incluido en su EP IvaVerse, un tema en armenio cuya letra estaba compuesta por Artyom Manukyan y la música por la propia Iveta. El tema seguía la estela de sus anteriores sencillos, con toques electrónicos, eclépticos y muy contemporáneos, siendo considerado como un himno a las mujeres por su mensaje feminista.
En mayo de 2017, Iveta, junto a Aram Mp3 formó el proyecto musical Dashterov, donde ambas voces fusionan la música tradicional de Armenia con sonidos modernos.
El 26 de junio de 2017, Iveta presentó su nuevo sencillo llamado "Hayastan Jan", un tema completamente alejado de sus anteriores sencillos, y donde Iveta interpreta música tradicional armenia, con una letra muy patriótica donde se exponen las virtudes de su país, Armenia, siendo muy enfocado al público nacional y alejándose de su imagen internacional. El tema se convirtió en el mayor éxito de la artista hasta el momento, contando su videoclip con más de 3 millones de reproduciones en su canal oficial de Youtube en apenas varios meses. Durante el mismo mes, Iveta colaboró junto a otros artistas nacionales en el tema "De Jpta", una canción dedicada a los niños que sufren cáncer. En agosto, la cantante publicó una versión de una canción lírica compuesta por un monje armenio considerado el fundador de la Escuela de Música de Armenia, Komitas.El tema de nombre "Hov Areq", es una poesía que una joven canta al viento para que le libre de los infortunios.
A comienzos de otoño, la cantante publicó el tema "Depi Nor Irakanutyun", un tema electro-pop que seguía la estela de su sencillo "Amena", pero con una música más comercial, contando con un videoclip futurista. Durante el mes de octubre, Iveta apareció como invitada estelar en las audiciones a ciegas del concurso The Voice of Armenia cantando la canción "Running" de Naughty Boy.
A comienzos de 2018, Iveta participó como miembro del jurado internacional en el concurso Destination Eurovisión de la cadena France 2, que servía como final nacional francesa para elegir representante en el Festival de Eurovisión de 2018, y también de la final nacional checa. Además la cantante comenzó a promocionar en su canal oficial de Youtube un adelanto de su nuevo sencillo, llamado "Siraharvel em qez". En la edición del 2018 de los Swallow Music Awards, ganó el título de Mejor Cantante Femenina del Año. En 2020, fue honrada en los Distinctive International Arab Festivals Awards (DIAFA) en Dubái, Emiratos Árabes Unidos.

## Polémicas
Durante la celebración de la primera semifinal del Festival de Eurovisión 2016, Iveta Mukuchián se vio envuelta en una polémica al aparecer portando una bandera de Nagorno Karabaj, un territorio en disputa entre Armenia y Azerbaiyán, lo que provocó el malestar de la prensa internacional y de la delegación azerí, particularmente. A la mañana siguiente, la Unión Europea de Radifusión (UER) emitió un comunicado donde consideraba "una violación grave" del reglamento de Eurovisión, donde se prohíben signos políticos, y que en caso de reiteración Armenia podría ser descalificada del concurso en esta edición y posteriores. Ante tal revuelo, Iveta comunicó en una rueda de prensa que únicamente amaba a su país y quería la paz en la región de Nagorno Karabaj.

## Discografía

### Álbumes
- 2017: Armenian Folk

Extended plays
- 2016: IvaVerse

### Sencillos
- 2011: "Right Way to Love"
- 2012: "Freak (Con Lazzaro)
- 2013: "L'Amour N'a Pas De Loi (Con Ararat 94)
- 2013: "I'm Falling" (Con Serjo)
- 2014: "Summer Rain" (Con Lazzaro)
- 2015: "Ari Yar"
- 2015: "Simple like a Flower"
- 2016: "LoveWave"
- 2016: "Amena"
- 2017: "De Jpta" (con Aram Mp3, Mihran Tsarukyan, Anahit Shahbazyan, Roland Gasparyan, Erik, Christine Pepelyan, Yana Hovhannisyan & Mkrtich Arzumanyan)
- 2017: "Hayastan Jan"
- 2017: "Depi Nor Irakanutyun"
- 2017: "Dashterov" (con Aram Mp3)
- 2018: "Siraharvelem Qez"
- 2018: "Hayastani Axjikner"
- 2019: "Stver" (con 33.3)
- 2019: "Hayastan"
- 2019: "Im Anush Hayastan"
- 2020: "Polu Ya" (Ara Martirosyan & Iveta Mukuchyan)
- 2020: "Bambasanq"
- 2020: "1% Ser (Nevagivup)"
- 2020: "Mez Vochinch Chi Haghti" (con Arthur Khachents, Gor Sujyan, Srbuk, Sevak Amroyan, Sevak Khanagyan & Sona Rubenyan)
- 2021: "Anhasaneli
- 2021: "Kenatsd Khmen"
- 2021: "Tur Patjar"
- 2021: "Ay Eta"
- 2021: "Shalakho"
- 2022: "Es Patrast Em"
- 2022: "Sirt"